# Frequenza cardiaca
La frequenza cardiaca è il numero di battiti del cuore al minuto (bpm). Insieme alla temperatura corporea, alla pressione sanguigna e al ritmo respiratorio, è una delle funzioni vitali.

## Fisiologia
La frequenza cardiaca è generata ritmicamente dal nodo senoatriale, che è il pacemaker cardiaco fisiologico, ed è anche influenzata da fattori centrali attraverso i nervi simpatici e parasimpatici.
La stimolazione simpatica, della quale il nervo accelerante fornisce un input al cuore, aumenta la frequenza cardiaca. La stimolazione sinaptica è, inoltre, mediata dalla secrezione di catecolamine, in particolar modo, la noradrenalina o norepinefrina e l’epinefrina, che sono prodotte dalle ghiandole surrenali. La stimolazione parasimpatica, della quale il nervo vago fornisce un input al cuore, produce un rallentamento della frequenza cardiaca. L’attività parasimpatica è mediata dal rilascio di acetilcolina sulle cellule del nodo senoatriale.
La normale frequenza cardiaca a riposo in un adulto varia da 60 a 100 bpm (battiti per minuto).
La frequenza cardiaca tende a variare non solo con l’attività fisica e i livelli di forma, ma anche con l’età: i neonati hanno una frequenza cardiaca a riposo intorno ai 120 bpm che poi decresce fino alla giovane età adulta per aumentare, nuovamente, procedendo con l’età. Anche la capacità di creare frequenze cardiache massime, comprese, normalmente nell’intervallo 200-220 bpm, varia a seconda dell’età.
È definita bradicardia una condizione in cui la frequenza cardiaca a riposo è inferiore a 60 bpm. Tra le persone sane è possibile trovare una frequenza cardiaca inferiore ai 60 bpm e, in assenza di altri sintomi (come, per esempio, debolezza, affaticamento, vertigini, svenimenti, disturbi al petto, palpitazioni o difficoltà respiratorie) questa condizione non richiede, necessariamente, l'attenzione clinica. La tachicardia è, invece, definita come una condizione in cui la frequenza cardiaca a riposo è sopra ai 100 bpm. Nei bambini è possibile trovare frequenze cardiache a riposo spesso superiori a 100 bpm, ma ciò non è considerato tachicardia.

### Influenze del sistema nervoso centrale

#### Centri cardiovascolari
L'influenza del sistema nervoso sulla frequenza cardiaca è centralizzata nei due centri cardiovascolari appaiati del midollo allungato: le aree cardioacceleratrici stimolano l'attività attraverso la stimolazione simpatica, mentre le aree cardioinibitorie diminuiscono l'attività cardiaca attraverso la stimolazione parasimpatica. Entrambe le aree cardiovascolari forniscono, a riposo, una leggera stimolazione al cuore, contribuendo al tono autonomo. 

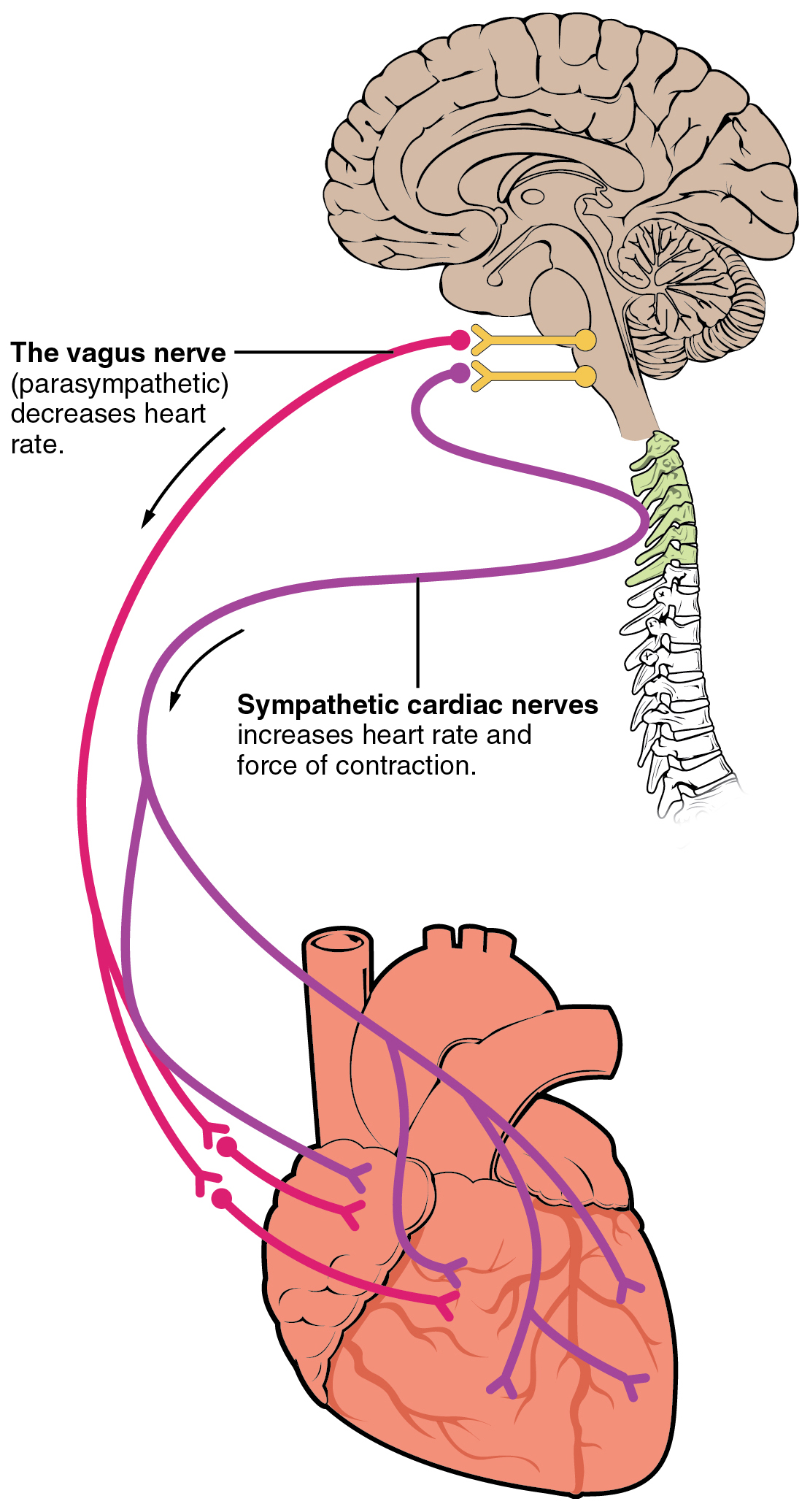
Innervazione autonoma del cuore. Le aree cardioacceleratrici e cardioinibitorie sono componenti dei centri cardiaci appaiati nel midollo allungato del cervello. Aumentano l’attività cardiaca attraverso la stimolazione simpatica e la diminuiscono attraverso la stimolazione parasimpatica (del nervo vago).

#### Effetti dell'attività simpatica
L'innervazione simpatica cardiaca ha origine dai neuroni simpatici pregangliari (S1N) presenti nelle sezioni toraciche superiori del midollo spinale. Questi neuroni fanno sinapsi con i neuroni (S2N) dei gangli cervicali e toracici superiori. Le fibre postgangliari simpatiche innervano il sistema di conduzione cardiaco e rilasciano il neurotrasmettitore noradrenalina, o norepinefrina, e il neuropeptide Y.
La noradrenalina si lega ai recettori beta-1 adrenergici cardiaci, aumentando, così, i livelli intracellulari di adenosina monofosfato ciclico (cAMP). Nelle fibrocellule, chiamate anche fibre muscolari, miociti o miocellule, del nodo senoatriale (NSA), l'aumento dei livelli di cAMP accorcia il periodo di ripolarizzazione e accelera, così, la depolarizzazione diastolica e la contrazione. Di conseguenza, il periodo cardiaco (PC) si accorcia quasi linearmente con la frequenza della scarica simpatica postgangliare, mentre aumenta la frequenza cardiaca.
I farmaci per l'ipertensione vengono utilizzati per bloccare i recettori beta-1 adrenergici cardiaci e ridurre così la frequenza cardiaca.
Il sistema nervoso simpatico controlla il cuore anche attraverso il rilascio di adrenalina, o epinefrina, da parte del midollo surrenale.

#### Effetti dell'attività parasimpatica
L’innervazione parasimpatica cardiaca ha origine dai neuroni pregangliari parasimpatici (P1N) che sono localizzati: nel midollo allungato all'interno e ventrolateralmente al nucleo ambiguo (NAmb), in misura molto minore, nel nucleo motore dorsale del nervo vago e nella formazione reticolare tra questi due nuclei.
I neuroni pregangliari parasimpatici proiettano attraverso il nervo vago al plesso cardiaco; le fibre parasimpatiche postgangliari innervano ampiamente il sistema di conduzione cardiaca, rilasciando acetilcolina e peptide intestinale vasoattivo.
L'acetilcolina, legandosi ai recettori muscarinici M2, diminuisce i livelli di adenosina monofosfato ciclico (cAMP) nelle cellule miocardiche. Questi recettori aprono anche specifici canali del potassio che generano una corrente iperpolarizzante e aumenta, così, anche il tempo prima che si verifichi la successiva depolarizzazione spontanea. Di conseguenza, il periodo cardiaco (PC) si allunga quasi linearmente con la frequenza di scarica parasimpatica, mentre la frequenza cardiaca diminuisce.
Senza alcuna stimolazione nervosa, il nodo SA stabilirebbe un ritmo sinusale di circa 100 bpm. I ritmi a riposo sono, però, inferiori a questo valore; quindi, è evidente che la stimolazione parasimpatica rallenta normalmente la frequenza cardiaca. La diminuzione, invece, della stimolazione parasimpatica riduce il rilascio di ACh, consentendo alla frequenza cardiaca di aumentare fino a circa 100 bpm. È necessaria, invece, una stimolazione simpatica per raggiungere valori della frequenza cardiaca superiori ai 100 bpm.

### Fattori che influenzano la frequenza cardiaca
Diversi fattori influenzano la frequenza cardiaca, tra questi: gli ormoni, in particolare l'epinefrina, la noradrenalina e gli ormoni tiroidei; i livelli di vari ioni, tra cui calcio, potassio e sodio; la temperatura corporea e l'ipossia; l’età. Inoltre, alcune attività possono influire sulla FC come il sonno, l’esercizio fisico, l’attività sessuale, la meditazione lo stress e l’assunzione di sostanze, per esempio, l'assunzione di anfetamine aumenta la FC.

#### Epinefrina e noradrenalina
Le catecolamine, epinefrina e noradrenalina, secrete dal midollo surrenale, costituiscono una componente del meccanismo di lotta o fuga. L'altra componente è la stimolazione simpatica. L'epinefrina e la norepinefrina hanno effetti simili: si legano ai recettori adrenergici beta-1 e aprono canali chimici per gli ioni sodio e calcio. Il tasso di depolarizzazione viene aumentato da un afflusso aggiuntivo di ioni carichi positivamente, per cui la soglia viene raggiunta più rapidamente e il periodo di ripolarizzazione si accorcia. Tuttavia, il rilascio massiccio di questi ormoni unito alla stimolazione simpatica potrebbe portare ad aritmie. Non esiste una stimolazione parasimpatica del midollo surrenale.

#### Ormoni
Alcuni ormoni, quando compaiono in eccesso, aumentano la frequenza cardiaca. Tra questi sono presenti: catecolamine, endoteline, glucocorticosteroidi, ormoni tiroidei, leptina e PTHrP. Altri invece diminuiscono la frequenza cardiaca; tra questi troviamo i peptidi natriuretici, la sostanza P, la neurochinina A, l'ossitocina, l'angiotensina 1-7.
Il cortisolo, un ormone prodotto dal surrene su impulso del cervello, è l’ormone simbolo dello stress: nei momenti di maggior tensione determina l’aumento di glicemia e grassi nel sangue, mettendo a disposizione l’energia di cui il corpo ha bisogno. Insieme al cortisolo vengono poi liberate adrenalina e noradrenalina (catecolamine); la combinazione di questi tre elementi aumenta la pressione sanguigna per migliorare le prestazioni fisiche e la prontezza.
Il livello di cortisolo prodotto varia, descrivendo una curva, durante tutto l’arco della giornata e l’energia di cui disponiamo si modifica proprio seguendone l’andamento. Il picco maggiore si verifica nel momento che precede il risveglio, per fornire al corpo l’energia di cui ha bisogno per affrontare la giornata.
Lo stress incide su questa curva, facendo in modo che il livello di cortisolo resti alto anche alla fine della giornata. Ciò consente di lavorare fino a notte fonda, ma ostacola il sonno e a lungo andare modifica il ritmo sonno-veglia: al mattino ci si sente stanchi perché i livelli di cortisolo sono bassi, ma aumentano nell’arco della giornata fino a raggiungere picchi eccessivi di sera.
Durante la fase premestruale viene diminuita l’efficienza cardiorespiratoria, ed avviene un aumento della frequenza del polso e della frequenza respiratoria.
Durante l’ovulazione il progesterone svolge una funzione termogenica, portando a ritenzione idrica, a cui consegue un aumento del volume del sangue ed un aumento della frequenza cardiaca durante la fase premestruale.

#### Caffeina e nicotina
L'ingestione di caffeina ha aumentato l'entità delle reazioni della FC indotte dallo stress, così come il fumo. Maschi e femmine sono generalmente simili nelle loro risposte al fumo, alla caffeina e allo stress.
La caffeina e la nicotina sono entrambi stimolatori del sistema nervoso e dei centri cardiaci e provocano un aumento della frequenza cardiaca. La caffeina aumenta i tassi di depolarizzazione del nodo seno-atriale, piccolo componente del complesso sistema neuro-elettrico cardiaco e che ne regola autonomamente il battito pacemaker naturale del cuore, mentre la nicotina stimola l'attività dei neuroni simpatici che trasmettono gli impulsi al cuore. Entrambi gli stimolanti sono legali e non regolamentati, e creano una forte dipendenza.
Uno studio ha mostrato come la caffeina aumenti la resistenza vascolare sistemica in condizioni di riposo, ma ha aumentato la gittata cardiaca durante l'arousal dovuto ad un compito comportamentale. Basti pensare che una normale tazza di caffè può avere effetti sulla pressione sanguigna e vigilanza mentale.

#### Effetti dello stress
Nel linguaggio medico, lo stress è la risposta funzionale con cui l’organismo reagisce a uno stimolo più o meno violento (stressor) di qualsiasi natura (microbica, tossica, traumatica, termica, emozionale, ecc.). Negli organismi più sviluppati si configura in una serie di fenomeni neuro-ormonali fra i quali predomina l’intensa attività secretoria della corteccia surrenale.
Esistono diversi tipi di stress: c’è infatti uno stress buono, chiamato eustress, che consente al nostro organismo di far fronte a piccole e grandi emergenze, dandoci una forza e una resistenza inaspettate. Ma se la situazione di stress si protrae troppo a lungo nel tempo e non è seguita da una fase di rilassamento, si ripercuote in una serie di ricadute dannose per l’organismo. Si parla allora di stress cattivo, o distress.
Sia la sorpresa che lo stress inducono un aumento significativo della frequenza cardiaca. Le emozioni/stimoli negativi hanno un effetto prolungato sulla frequenza cardiaca negli individui che ne sono direttamente colpiti. Recenti studi suggeriscono che la variabilità della frequenza cardiaca può essere utilizzata come misura accurata dello stress psicologico e potrebbe essere utilizzata per una misurazione oggettiva dello stress psicologico.

#### Fattori che riducono la frequenza cardiaca
La frequenza cardiaca può essere rallentata da diversi fenomeni fisiologici o indotti da farmaci/sostanze. Generalmente, antidepressivi e sedativi riducono significativamente la FC.
Inizialmente, sia l'iponatremia (bassi livelli di sodio) che l'ipernatremia (alti livelli di sodio) possono portare alla tachicardia. L'iponatriemia grave provoca bradicardia e altre aritmie. Anche l'ipokaliemia (bassi livelli di potassio) porta a debolezza del cuore con conseguente arresto di quest’ultimo, mentre l'iperkaliemia (alti livelli di potassio) causa aritmie, anche fatali.
L'ipossia, ovvero un apporto insufficiente di ossigeno, porta a una diminuzione della FC, poiché le reazioni metaboliche che alimentano la contrazione del cuore vengono limitate.
Un grave infarto del miocardio, comunemente chiamato infarto, può portare a una diminuzione della frequenza cardiaca, poiché le reazioni metaboliche che alimentano la contrazione del cuore sono limitate.
L'ipotermia rallenta la frequenza e la forza delle contrazioni cardiache. Questo netto rallentamento del cuore è una componente del più ampio riflesso di immersione che devia il sangue verso gli organi essenziali durante l'immersione.
Se sufficientemente raffreddato, il cuore smette di battere, una tecnica che può essere utilizzata durante un intervento a cuore aperto. In questo caso, il sangue del paziente viene normalmente deviato verso una macchina cuore-polmoni artificiale per mantenere l'apporto di sangue e lo scambio di gas del corpo fino al completamento dell'intervento e al ripristino del ritmo sinusale. L'ipertermia e l'ipotermia eccessive provocano entrambe la morte, poiché gli enzimi portano i sistemi corporei a cessare le normali funzioni, a partire dal sistema nervoso centrale.
L’età è un fattore da tenere in considerazione: alcuni studi hanno mostrato una naturale diminuzione della reattività autonomica cardiovascolare in adulti sani, dovuta all’avanzare dell’età.
L'attività fisica del tipo di resistenza (maratona, ultramaratona, triathlon, triathlon super lungo), in particolar modo gli atleti che attuano attività fisica di resistenza e specialmente negli atleti anziani con una storia di allenamento costante, presentano una frequenza cardiaca rallentata a riposo, associata anche ad una maggiore incidenza di malattia del nodo del seno (pacemaker) e conseguente impianto del pacemaker, questa attività di resistenza induce cambiamenti elettrofisiologici intrinseci nel nodo del seno, con una diffusa rimodellazione dei canali ionici di pacemaker, in particolare una sottoregolazione di HCN4 e la corrispondente corrente ionica, questa sottoregolazione di HCN4 è causata dalla formazione di Tbx3 e la sopraregolazione di NRSF e miR-1.

#### Controllo fisiologico della frequenza cardiaca
Negli esseri umani la regolazione della frequenza cardiaca con metodi quali l'ascolto di musica, la meditazione o una manovra vagale, richiede più tempo e abbassa la frequenza solo in misura minima. In ogni caso, l’abilità di controllare la frequenza cardiaca differisce da persona a persona ed è influenzata da diversi fattori psicologici e fisiologici. Uno studio ha evidenziato che l’ansia di tratto correla con l’abilità di aumentare l’FC, confermando la nozione secondo cui moderati livelli di ansia migliorino la performance; inoltre, ha anche mostrato come, nella diminuzione della FC, i non fumatori siano più capaci dei fumatori.

## Frequenza cardiaca in diverse circostanze

### Frequenza cardiaca in circostanze differenti
La frequenza cardiaca non è un valore stabile che varia in risposta alle esigenze dell'organismo in modo da mantenere l’equilibrio tra il fabbisogno, l'apporto di ossigeno e di nutrienti.

### Frequenza cardiaca a riposo
Valori della frequenza cardiaca normale a riposo (in battiti per minuto bpm):
| Neonati (0-1 mese) | Infante (1-11 mesi) | Bambini (1-2 anni) | Bambini (3 – 4 anni) | Bambini (5-6) | Bambini (7 – 9 anni) | Bambini sopra i 10 anni e adulti, inclusi gli anziani | Adulti ben allenati – atleti |
| 70 - 190           | 80 - 160            | 80 - 130           | 80 - 120             | 75 -111       | 70 - 110             | 60 - 100                                              | 40 – 60                      |

La frequenza cardiaca basale o a riposo è definita come la frequenza cardiaca di una persona durante lo stato di veglia, in un ambiente neutro e temperato, la quale non è stata sottoposta a sforzi o stimoli che potrebbero essere considerati attivanti, come stress o paura. La frequenza cardiaca a riposo è determinata dall'attività del sistema nervoso autonomo, dai livelli di ormoni circolanti e dalla capacità cardiorespiratoria.
I valori normali della FC a riposo nell'adulto sono compresi tra 60 e 100 battiti al minuto (bpm). Tuttavia, queste norme comunemente accettate sono derivate dalla registrazione della FC in un setting controllato e, i risultati potrebbero non essere quindi rappresentativi di un campione reale.
La frequenza cardiaca a riposo elevata è spesso correlata a mortalità cardiovascolare; infatti, un elevato valore della frequenza cardiaca a riposo è predittore significativo di mortalità: la frequenza cardiaca a riposo nell'intervallo 51-80 bpm è associata a un aumento del rischio di circa il 40-50%, mentre una frequenza cardiaca a riposo nell'intervallo 81-90 bpm conferisce un aumento del rischio di due volte e una frequenza cardiaca a riposo superiore a 90 bpm conferisce un rischio di tre volte.

### Frequenza cardiaca massima
La frequenza cardiaca massima (FCmax) è il valore massimo che può essere raggiunto dalla FC. Diminuisce con l’avanzare dell’età e può essere raggiunta, senza gravi problemi, tramite uno sforzo fisico.
Poiché la FCmax varia da individuo a individuo, la tecnica più affidabile nella misurazione di essa è un test sotto sforzo. In questo test, il soggetto viene sottoposto a uno sforzo fisiologico controllato, generalmente su tapis roulant o cyclette, mentre la frequenza cardiaca viene monitorata da un ECG. L'intensità dell'esercizio aumenta progressivamente fino a quando il monitor ECG non rileva cambiamenti significativi nella funzione cardiaca, a quel punto il soggetto viene invitato a fermarsi. La durata tipica del test varia da dieci a venti minuti.La frequenza cardiaca massima indicativa di un essere umano è di 300 bpm, ma ci sono stati diversi casi in cui questo limite è stato superato. La più rapida frequenza umana registrata, fino ad oggi, è un caso di tachiaritmia di 480 bpm.
È possibile stimare il valore della frequenza cardiaca massima sottraendo l’età della persona a 220.
Tuttavia, queste formule predittive sono considerate poco affidabili poiché si concentrano principalmente sull’età, senza considerare altri fattori, quali la frequenza cardiaca a riposo, farmaci, caratteristiche anatomiche del cuore e diversi fattori endocrini.

### Frequenza cardiaca di riserva
La frequenza cardiaca di riserva (FCris) consiste nella differenza tra la frequenza cardiaca massima e la frequenza cardiaca a riposo: [FCris = FCmax – FCrip]
La FCris è un indice utile a predire l’insufficienza cardiaca.
Un modo per valutare l'intensità relativa dell'attività fisica è la misurazione della percentuale della frequenza cardiaca di riserva (%FCris). La %FCris è espressa come percentuale dell'intervallo di frequenza cardiaca di una persona, considerando la frequenza cardiaca massima e la frequenza cardiaca a riposo. Poiché esiste una relazione lineare tra %FCris e consumo di ossigeno (VO2), la %FCris è strettamente correlata all'intensità dell’attività fisica.

### Frequenza cardiaca target
La Frequenza Cardiaca Target (FCT) o Intervallo di Frequenza Cardiaca di Allenamento (FCA) è un intervallo desiderato di frequenza cardiaca raggiunto durante l'esercizio aerobico il quale varia in base all'età, alla condizione fisica, il sesso e la presenza di allenamenti precedenti. Per un'attività fisica di intensità moderata, la FCT dovrebbe essere compresa tra il 64% e il 76% della frequenza cardiaca massima.
L'uso della frequenza cardiaca target come strumento per la prescrizione dell'esercizio è comune. Per calcolare la frequenza cardiaca target esistono anche altri due metodi: il primo rappresenta la percentuale della frequenza cardiaca massima (%FCmax) calcolata da zero alla frequenza cardiaca di picco; il secondo rappresenta la frequenza cardiaca a una determinata percentuale dell’equivalente metabolico massimo.

### Frequenza cardiaca recovery
La frequenza cardiaca recovery (FCR) è la riduzione della frequenza cardiaca durante l'esercizio fisico e la frequenza misurata dopo un periodo di raffreddamento, in genere di due minuti, dopo la fine dell’esercizio. Una maggiore riduzione della frequenza cardiaca dopo l'esercizio durante il periodo di riferimento è associata a un livello più elevato di fitness cardiaco.
La frequenza cardiaca recovery è sempre stata utilizzata per valutare il fitness cardiovascolare negli adulti; tuttavia, si sa poco riguardo la frequenza cardiaca recovery nei bambini. È stato anche osservato che una maggiore FCR era inversamente associata a comportamenti di vita sani, come l'attività fisica regolare, e direttamente associata a comportamenti sedentari, come giocare ai videogiochi o guardare la TV.

### Frequenza cardiaca e sonno
La normale frequenza cardiaca a riposo per gli adulti, durante la veglia, varia da 60 a 100 bpm; durante il sonno, invece, è normale che la frequenza cardiaca raggiunga valori al di sotto di questo intervallo.
La frequenza cardiaca media per gli adulti, durante il sonno, è tra i 40 e i 50 bpm, anche se può variare in base a diversi fattori.
La frequenza cardiaca varia a seconda degli stadi del sonno. Nelle fasi del sonno non-REM, ovvero con assenza di movimenti rapidi oculari, la frequenza cardiaca rallenta fino a raggiungere i minimi livelli. Nel sonno REM (rapid eye movement), con movimenti rapidi oculari, la frequenza cardiaca aumenta fino a raggiungere valori simili a quelli della veglia. Problemi e disturbi del sonno possono avere un impatto negativo sul cuore e sulla salute cardiovascolare, portando un incremento della frequenza cardiaca e contribuendo all'aumento della pressione sanguigna.
Tra i fattori che possono influire sulla frequenza cardiaca del sonno ci sono stress e ansia; questi possono aumentare alcuni indici come la frequenza cardiaca, oltre a determinare, anche, variazioni del tempo totale di sonno (TTS, o dall'inglese total sleep time, TST), all’aumento della frammentazione del sonno, a risvegli e alla minor variabilità della frequenza cardiaca (HRV, heart rate variability).

### Frequenza cardiaca e attività sessuale
Il ciclo sessuale è costituito da 4 fasi distinte:
- Eccitazione: uno stato iniziale in cui avviene un aumento della frequenza cardiaca.
- Plateau: una fase in cui si raggiunge il massimo dell’eccitazione immediatamente prima dell'orgasmo, in cui si ha un'ulteriore accelerazione della frequenza cardiaca.
- Orgasmo: una fase in cui vi è un aumento notevole della frequenza cardiaca.
- Risoluzione: la fase finale, subito dopo l’orgasmo, in cui la funzione fisica ritorna ad uno stato di non eccitazione, e con essa anche la frequenza cardiaca ritorna ad un valore normale.

La frequenza cardiaca è uno degli indici cardiovascolari più comuni ed immediati utilizzati per valutare il dispendio metabolico dovuto all'attività sessuale in adulti sani. La frequenza cardiaca permette, infatti, di studiare la risposta cardiovascolare al rapporto sessuale ed individuare un eventuale rischio di evento cardiaco acuto. L’attenzione è stata posta su queste problematiche legate all’attività sessuale fino dagli anni ’60. Alcuni studi avevano riportato picchi di frequenza cardiaca durante il coito, condotto in un setting sperimentale, tra i 140 e i 180 bpm, valori vicini a quelli di esercizio massimo. Al contrario, già agli inizi del 1970 veniva registrata una frequenza cardiaca al momento dell'orgasmo di 117,4 bpm in media (range 90-144) in uomini di mezza età con e senza malattia coronarica con il proprio coniuge in un setting abituale, livelli addirittura inferiori alle frequenze cardiache raggiunte con la normale attività quotidiana (media di 120,1 bpm). Dunque, nella maggior parte delle persone l’attività sessuale comporta solo un costo fisiologico o uno stress per il cuore moderato, dato che le frequenze cardiache massime durano meno di 15 secondi. L’attività sessuale in persone con aterosclerosi coronarica sembra essere addirittura meno impattante, in termini di ridotto rischio di causare un infarto miocardico acuto, rispetto ad un’attività fisica importante e a risposte emotive intense. Tuttavia, il coito, insieme all'esercizio fisico e agli episodi di rabbia emotiva, rimangono comunque i potenziali "fattori scatenanti" per l’infarto del miocardio. Nonostante ciò, più regolare è l’attività fisica e minore è la possibilità che il rapporto sessuale inneschi un evento cardiaco; questo perché una migliore forma fisica è associata ad una frequenza cardiaca più bassa durante l’esercizio fisico, per cui riduce il rischio di problematiche innescate dall’attività sessuale. Ad oggi sappiamo che le varie tipologie di posizioni assunte durante il sesso non rappresentano né un fattore di rischio né di protezione nei confronti di eventi cardiaci in persone che hanno subito un infarto miocardico, sebbene in passato venisse consigliato di assumere posizioni più passive.
La frequenza cardiaca sembra essere maggiore quando il rapporto sessuale avviene con un partner extraconiugale. I rapporti sessuali possono causare anche la morte, anche se raramente. La maggior parte dei casi di morte riguarda uomini, raramente le donne, in rapporti sessuali extraconiugali, soprattutto se condotti in ambienti sconosciuti o dopo un consumo di alcol e alimentazione eccessivi, i quali rappresentano i fattori di rischio. Sebbene l’attività sessuale possa comportare problematiche di salute, tali complicazioni sembrano essere rare rispetto alla frequenza con cui si verificano tali rapporti sessuali nella popolazione generale.
La frequenza cardiaca va aumentando durante le prime fasi del ciclo sessuale, fino a raggiungere il picco massimo al momento dell’orgasmo. Per molto tempo si è creduto che soprattutto l’orgasmo comportasse un carico di lavoro cardiaco massimo e che potesse così portare ad eventi cardiovascolari durante il rapporto. Tuttavia, tale picco di frequenza cardiaca durante la fase orgasmica dura soltanto circa 15 secondi. Il picco tende a ridursi rapidamente dopo l’orgasmo fino a tornare al livello di baseline, in un periodo di 10 minuti per coloro a cui è stato assegnato il sesso maschile alla nascita e di 20 minuti per coloro a cui è stato assegnato il sesso femmine alla nascita.
In conclusione, la richiesta fisica dell'attività sessuale risulta essere simile a quella dell'attività quotidiana.

## Rilevanza clinica
Uno dei metodi più antichi, risalenti al Medioevo, con cui si diagnosticavano alcune malattie, veloci ed accessibili a chiunque per misurare la frequenza cardiaca è la misurazione del polso arterioso. Un altro strumento utilizzato, da sempre, dai medici e che permette un risparmio di tempo e di costi è l’auscultazione, ovvero l’ascolto dei battiti cardiaci attraverso lo stetoscopio. Solitamente, l’auscultazione viene effettuata su pazienti pediatrici per la valutazione e diagnosi di soffi cardiaci. Durante l’auscultazione del paziente, il medico deve concentrarsi sui normali suoni cardiaci in sequenza, valutare com’è la relazione tra i suoni cardiaci e l’inspirazione ed espirazione, devono essere esaminati i suoni cardiaci e mormorii ulteriormente rilevati, e infine deve essere posta l’attenzione anche sulla potenziale variabilità dei suoni cardiaci in seguito al cambiamento di posizione del corpo (posizione supina, seduta e in piedi).

### Misurazioni manuali
La frequenza cardiaca viene misurata rilevando le pulsazioni del cuore. Il battito può essere rilevato in qualsiasi punto del corpo in cui la pulsazione dell'arteria viene trasmessa alla superficie; l'arteria viene compressa contro un osso e il battito può, così, essere avvertito. Questo valore viene, quindi, misurato comprimendo accuratamente uno dei siti arteriosi e contando il numero di battiti in un minuto.
È possibile ottenere più informazioni dalla valutazione manuale del polso del paziente rispetto a quelle che può fornire un dispositivo automatico. I dispositivi automatici, infatti, forniscono la frequenza del polso, ma non il ritmo e l'ampiezza, poiché non sono progettati per offrire tali informazioni.

Illustrazione dei diversi siti arteriosi nel corpo umano

Sono diversi i siti arteriosi disponibili sul corpo umano e questi includono:
- Il polso temporale: si trova nel punto in cui l'arteria temporale passa sopra l'osso temporale della testa.
- Il polso carotideo: si trova su ciascun lato del collo, ai lati della laringe. Le arterie carotidee forniscono sangue al cervello. È importante notare che si deve applicare solo una leggera compressione su un'arteria carotidea alla volta, per evitare una riduzione dell'apporto di sangue al cervello e ai tessuti circostanti.
- Il polso apicale: è situato all'apice del cuore e per determinare la frequenza del polso si usa uno stetoscopio. Questo polso è spesso utilizzato nei neonati e nei bambini, poiché la misurazione del polso in altre aree può essere difficile da trovare e misurare.
- Il polso brachiale: è localizzato all'interno dei muscoli bicipiti del braccio, appena medialmente nella fossa ante-cubitale.
- Il polso radiale: può essere percepito nella parte interna del polso, prossimalmente al pollice, dove l'arteria radiale corre lungo l'osso radiale.
- Il polso femorale: si trova nell'inguine, dove l'arteria femorale passa accanto all'osso inguinale.
- Il polso popliteo: è situato nella parte posteriore del ginocchio, dove passa l'arteria poplitea per fornire sangue agli arti inferiori.
- Il polso tibiale posteriore: posizionato dietro la tibia.
- Il polso pedale (dorsale pedis): può essere avvertito nel punto in cui l'arteria pedale passa lungo la parte superiore del piede, proprio tra il primo e il secondo dito del piede.

La differenza della frequenza cardiaca rilevata dal polso radiale rispetto a quella rilevata dal polso apicale è denominata deficit di polso.

### Misurazioni elettriche
Un metodo più preciso per determinare la frequenza cardiaca è l’elettrocardiogramma o elettrocardiografia o ECG, abbreviato anche EKG, che comporta l'uso di uno strumento detto elettrocardiografo. L’ECG consiste nella registrazione di un segnale che rappresenta l’attività elettrica prodotta dal cuore, ovvero vengono registrati gli impulsi elettrici generati dal cuore quando è eccitato, prima che si contragga, che si riversano sulla superficie del corpo. L'elettrocardiogramma è un grafico di voltaggio in rapporto al tempo dell'attività elettrica del cuore che si ottiene tramite il posizionamento di elettrodi sulla pelle. Uno dei metodi più utilizzati è l’applicazione di un elettrodo a 3 derivazioni.
L’ECG è un segnale composto da un susseguirsi di onde PQRST che scandiscono il ciclo cardiaco. La frequenza cardiaca, cioè il numero di battiti cardiaci al minuto (bpm), si calcola utilizzando l'intervallo onda R-onda R (RR) o intervallo interbattito (IBI), ovvero l’intervallo di tempo tra due onde R consecutive.

Illustrazione dell'onda PQRST e dell'intervallo RR del segnale ECG.

L'ECG risulta essere un efficace strumento non invasivo impiegato nell’ambito clinico per svariate applicazioni biomediche basate sull'analisi delle caratteristiche morfologiche e temporali dell’onda, quali ad esempio la misurazione della frequenza cardiaca, l'esame del ritmo dei battiti, la diagnosi di anomalie cardiache come aritmie cardiache, ipertrofia atriale e ventricolare, ischemia e infarto del miocardio, e il follow-up della diagnosi di malattie cardiovascolari, il monitoraggio dei pazienti nei reparti di terapia intensiva, il monitoraggio dell'assistenza domiciliare, la valutazione degli effetti dei farmaci e delle funzioni dei pacemaker, la telemedicina, il riconoscimento delle emozioni, soprattutto per misurare i livelli di stress, ma anche nell’ambito non clinico per il riconoscimento o identificazione biometrica.
Un ulteriore metodo per la misurazione della frequenza cardiaca è la sismocardiografia (SCG), una tecnica non invasiva che misura l’attività cardiaca, nello specifico le vibrazioni meccaniche indotte dal cuore sulla superficie del torace, comprese quelle al di sotto della soglia uditiva umana. I segnali SCG sembrano essere causati da processi meccanici cardiaci, tra cui la contrazione del muscolo cardiaco, il movimento della valvola cardiaca, la turbolenza del flusso sanguigno e le variazioni di momento. Questi segnali sembrano correlare con i processi cardiovascolari fisiologici e patologici. Le informazioni date dai segnali SCG possono essere integrabili con quelle fornite dall’elettrocardiografia, ecocardiografia, risonanza magnetica cardiaca (RM) e cateterismo cardiaco. Sebbene siano stati effettuati numerosi studi sulla genesi delle SCG, la relazione tra le onde SCG e l'attività cardiaca non è ancora stata completamente compresa. Probabilmente perché le forme dell’onda SCG trovate sono troppo diverse l’una dall’altra e per la mancata comprensione delle origini delle onde SCG. Per tali motivi si è ancora alla ricerca di un’etichettatura valida ed universale tanto quanto la PQRST dell’ECG.

### Misurazioni ottiche

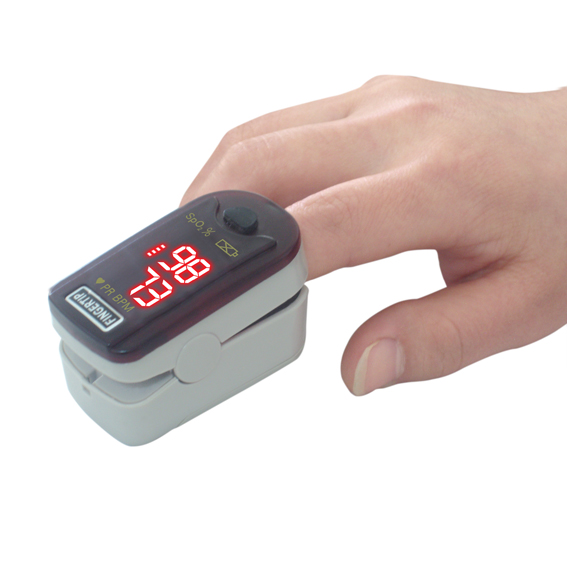
Pulsiossimetro da dito

Una delle alternative all’ECG nella misurazione della frequenza cardiaca avviene attraverso fotopletismografia (FPG), ovvero il rilevamento delle variazioni della luce trasmessa o riflessa. Esistono diversi punti tramite i quali è possibile effettuare una fotopletismografia: il punto più comune sono le dita, mentre il più efficace sembra essere la fronte. Un esempio comune di trasmissione è la pulsossimetria o (PulseOx). Mediante il pulsiossimetro, una luce rossa viene fatta passare attraverso il dito, il polso o il piede e vengono rilevate le fluttuazioni della luce trasmessa, misurando così le pulsazioni.

### Tachicardia
La tachicardia consiste nell'aumento del numero dei battiti del cuore al minuto (frequenza cardiaca) in condizioni di riposo. È normale che la frequenza cardiaca acceleri durante l’attività fisica. La tachicardia è causata da un’alterazione degli impulsi elettrici che controllano la normale azione di pompa del cuore. I fattori che possono influenzare alterazioni nel sistema elettrico del cuore sono molti ed includono, tra gli altri, malattie cardiovascolari e non, come esercizio fisico, stress, stili di vita non salutari, farmaci, squilibri elettrolitici, febbre.
Quando il cuore batte troppo velocemente, non è in grado di pompare in maniera efficace il sangue in tutto il corpo e, conseguentemente, gli organi e i tessuti dell’organismo non ricevono più il necessario quantitativo di ossigeno. Ciò può causare la comparsa di disturbi sintomi quali:
- Respiro corto
- Senso di svenimento
- Palpitazioni, battito cardiaco irregolare
- Dolore al petto
- Svenimento (sincope)

### Bradicardia
La bradicardia è un'aritmia comunemente osservata e una frequente occasione di consultazione cardiaca. Definita come una frequenza cardiaca inferiore a 50-60 bpm, la bradicardia può essere osservata come un fenomeno normale nei giovani atleti, negli sportivi e nelle persone anziane o con patologie mediche. La patologia che produce la bradicardia può verificarsi all'interno del nodo sinusale, nel nodo atrioventricolare (AV) e nel sistema di conduzione specializzato His-Purkinje. Data la sovrapposizione di intervalli di frequenza cardiaca con alterazioni non patologiche, la valutazione dei sintomi è una componente fondamentale nella valutazione e nella gestione della bradicardia. Raramente il trattamento dovrebbe essere prescritto sulla base di una frequenza cardiaca inferiore a un cutoff arbitrario o di una pausa superiore a una certa durata.
È stato documentato che l'allenamento estremo di atleti di grande resistenza, come ciclisti, triatleti e maratoneti ha conseguenze notevoli sulla funzione ritmica del cuore. Rispetto alla popolazione generale, i soggetti che praticano allenamenti estremi presentano una maggiore bradicardia sinusale. Negli atleti, i dati suggeriscono una soglia inferiore di 50 bpm. La bradicardia sinusale si riscontra nel 50-85% degli atleti di tutte le discipline e in oltre il 90% degli atleti di resistenza. Questi atleti sono spesso asintomatici. Le bradicardie gravi con una frequenza cardiaca inferiore a 40 bpm si riscontrano in circa il 4% degli atleti di tutte le discipline, mentre negli sport di resistenza, casi clinici riportano bradicardie estreme con frequenza cardiaca inferiore a 30 bpm. La gestione della bradicardia asintomatica in un atleta può essere difficile, dato che i meccanismi sottostanti non sono chiaramente compresi. Tuttavia, in assenza di sintomi, la bradicardia sinusale con una frequenza cardiaca superiore a 30 bpm in un atleta di alto livello non richiede ulteriori indagini o trattamenti.

### Aritmia
Le aritmie cardiache sono le più comuni malattie cardiovascolari, principale causa di morte a livello globale. Con una condizione di aritmia cardiaca, il cuore può battere troppo velocemente, troppo lentamente o con un ritmo irregolare. Quando la frequenza cardiaca è più lenta della norma si tratta di bradicardia (<-45 battiti/min), mentre quando la frequenza cardiaca è più alta del normale si parla di tachicardia (>100 battiti/min). Dato che l’aritmia cardiaca è un’irregolarità della frequenza o ritmo cardiaco, rappresentata da un segnale ECG dalla forma anomala, l’esaminazione dell’elettrocardiogramma è uno dei metodi più efficaci per la rilevazione delle aritmie. Nello specifico, per poter identificare le anomalie della frequenza cardiaca è necessario analizzare il segnale elettrico dei singoli battiti. La rilevazione di onde P e onde T anormali del ciclo cardiaco permette di effettuare diagnosi di aritmie urgenti, ma anche le alterazioni del complesso QRS suggeriscono una probabile presenza di aritmie. Le aritmie sono state divise in due categorie: quelle pericolose per la vita, quali ad esempio fibrillazione ventricolare e tachicardia, che possono portare all’arresto cardiaco e alla morte, e quelle non immanentemente pericolose per la vita. La prima categoria richiede un trattamento immediato mentre la seconda richiede un trattamento per prevenire ulteriori problematiche.

### Correlazione con il rischio di mortalità cardiovascolare
Studi empirici e ricerche letterarie hanno dimostrato che una frequenza cardiaca a riposo accelerata sia un fattore di rischio per la mortalità nei mammiferi a “sangue caldo”, in particolare negli esseri umani. Questo avviene quando una frequenza cardiaca accelerata viene accompagnata ad un incremento della produzione di molecole infiammatorie e di sostanze reattive dell'ossigeno nel sistema cardiovascolare, che comporta un incremento dello stress meccanico per il cuore, che quindi risulta essere maggiormente affaticato. Esiste quindi una correlazione tra l'aumento della frequenza a riposo e il rischio cardiovascolare.
Studi svolti appositamente per rilevare il rischio di mortalità cardiovascolare, hanno preso in considerazione un campione di soggetti affetti da malattie cardiovascolari e sono riusciti a dimostrare che la frequenza dei battiti cardiaci è un indicatore chiave del rischio di infarto. In particolare, è stato dimostrato che una frequenza cardiaca a riposo superiore a 65 battiti al minuto ha un forte effetto indipendente sulla mortalità prematura: un aumento di 10 battiti al minuto della frequenza cardiaca a riposo è correlato a un aumento del rischio di morte cardiaca per almeno il 15-20%.
La frequenza cardiaca rientra quindi tra i parametri clinici per valutare lo stato fisico di un individuo. La sua misurazione prevede inoltre dei vantaggi sia a livello economico, in quanto è poco costoso, a livello temporale, poiché esige dei tempi di calcolo brevi, e a livello di comprensione, in quanto è facilmente comprensibile..
Sebbene i limiti accettati per la frequenza cardiaca siano compresi tra 60 e 100 battiti al minuto, la frequenza cardiaca sinusale normale è mediamente compresa tra 50 e 90 battiti al minuto.
Il meccanismo centrale che potrebbe spiegare l'associazione tra frequenza cardiaca a riposo e il rischio cardiovascolare è l'iperattività simpatica, che è correlata a un aumento della rigidità vascolare, rimodellamento cardiaco, aterosclerosi e alterazioni metaboliche, come l’obesità. Una frequenza cardiaca molto lenta, bradicardia, può essere associata a un blocco cardiaco e può anche derivare da una compromissione del sistema nervoso autonomo.
Ne deriva che una frequenza cardiaca a riposo più rapida è associata a una minore aspettativa di vita ed è considerata un forte fattore di rischio per le malattie cardiache e l'insufficienza cardiaca, indipendentemente dal livello di forma fisica.
Lo stile di vita e i regimi farmacologici possono essere utili a chi ha una frequenza cardiaca a riposo elevata. Oltre l’utilizzo di farmaci, vi sono altre componenti che possono ridurre la frequenza cardiaca a riposo, quali: l'esercizio fisico, che è una misura da adottare quando la frequenza cardiaca di un individuo è superiore a 80 battiti al minuto e l’inizio di una dieta equilibrata.